# أكيكو نيوادا
أكيكو نيوادا (庭田 亜樹子) (12 سبتمبر 1984 في أوساكا في اليابان – )؛ هي لاعبة كرة قدم كانت تلعب كلاعب وسط. ولعبت مع منتخب اليابان لكرة القدم للسيدات.

## وصلات خارجية
- أكيكو نيوادا على موقع الاتحاد الدولي (مؤرشف)  (الإنجليزية)